# Dobroslav Paraga
Dobroslav Paraga (Zagreb, 9. prosinca 1960.), hrvatski političar, osnivač Hrvatske stranke prava, predsjednik Hrvatske stranke prava 1861. U vrijeme Domovinskog rata bio je predsjednik HSP-a te osnivač i vrhovni zapovjednik Hrvatskih obrambenih snaga od 1991. do 1993. Nakon što je Anto Đapić postao predsjednik HSP-a osniva vlastiti HSP 1861.

## Mladost
Paraga je rođen u Zagrebu kao dijete Smiljana i Arne. U Zagrebu je završio osnovnu školu i gimnaziju, nakon čega se upisao na studij prava i laičke teologije. Studij nije uspio okončat jer ga je komunistička vlast uhitila 1980. kad mu je bilo 19 godina zbog potpisivanja peticije za amnestiju političkih zatvorenika. Peticiju je potpisalo nekoliko desetaka hrvatskih uglednika među kojima su bili Supek, Tuđman, Gotovac, Brozović, Čičak, Cesarić, Kustić, Dončević itd. Na sudskom procesu osuđen je na četiri godine zatvora zbog neprijateljske propagande, suradnje s ustaško-terorističkim organizacijama: počinio je krivično djelo protiv osnova socijalističkog samoupravnog društvenog uređenja i sigurnosti SFRJ. Služi kaznu u Lepoglavi i na Golom otoku. Od četiri zatvorske godine, od 21. listopada 1980. do 21. listopada 1984. godine, ukupno je samo u samicama bivše Jugoslavije proveo čak 271 dan, bez hrane, grijanja, danjeg svjetla i kretanja, a na Golom otoku sve to pod zemljom. Neprestano je premlaćivan, prijetilo mu se smrću, mučen je na zimi, prisilno mu je sondiran želudac. Kriminalac iz Srbca kraj Banje Luke, Slobodan Nedeljković, slomio mu je nogu na pet mjesta bacivši mu klupu na nogu i zatim skakajući po njoj, a za posljedice batinjanja pendrekom hrvatski su sudovi 2002. godine utvrdili da su vidljive i dva desetljeća nakon toga. U prvom šestomjesečju '82. godine, dok je bio na Golom otoku, višestruki ubojica Bruno Reketti obećaje mu zaštitu od ostalih zatvorenika. No, u nastupu pijanstva i posljedične iskrenosti Reketti mu priznaje da mu je rečeno da Paragu treba ubiti - kako bi sam bio pomilovan. Ono što je pijan rekao, Reketti je trijezan pokušao ostvariti: nožem ga je pokušao ubiti. Ipak, to mu nije pošlo za rukom, a kasnije su se odnosi između njih dvojice popravili tako da ga je Reketti čak dva puta spasio od dvojice također naručenih egzekutora, a osim toga, priznao mu je da ga je trebao nagovoriti na pokušaj bijega s Golog otoka što bi poslužilo vlastima da likvidiraju Paragu. Za Paragu je u zatvoru intervenirao francuski predsjednik Francois Mitterrand.
Na odsluženje vojnog roka u kaznenoj jedinici u Kninu pozvan je 13. veljače 1986., na dan kad je Andrija Artuković izručen Jugoslaviji. Iz JNA, gdje je služio u kaznenoj jedinici, pušten je 14. svibnja, dan nakon što je Artuković osuđen. Paraginog prijatelja Ernesta Brajdera likvidirala je Služba državne sigurnosti (UDBA) bacivši ga kroz prozor s četvrtog kata zgrade u Novom Zagrebu, a čitav je slučaj tih dana u novinama bio popraćen naslovom “Skočili ga kroz prozor”. Paraga je zbog mučenja i zlostavljanja u zatvoru 1986. podigao tužbu protiv SFR Jugoslavije. Tužba je odbačena kao neosnovana. Paraginu tužbu jugoslavenskim je vlastima "pod nos" stavio američki državni sekretar George Shultz kada SFRJ nije htjela izručiti jednog od otmičara s broda Achile Lauro. Sredinom osamdesetih u zagrebačkom je Vjesniku novinar Inoslav Bešker napisao da “čak i ako je deseti dio Paraginih tvrdnji o zlostavljanjima u zatvorima točan, to zahtijeva ispitivanje, koje može završiti javnom osudom krivaca”, a značajnu javnu podršku Paragi je u travnju ’87. godine pružio kardinal Franjo Kuharić izjavivši Glasu Amerike da je “Paraga pobornik ljudskih prava koji ne optužuje nikoga, već samo zahtijeva da se brani čovjek, a Paraga je samo javno progovorio o zloupotrebama kojih je i sam bio žrtva”. Upravo te godine Paraga je ponovno osuđen. Ovog puta ne na zatvorsku kaznu; prošao je s kaznom od tri godine zabrane javnog nastupanja. Uz pomoć Dobrice Ćosića, kojeg je Smiljan Paraga (otac Dobroslava) molio za pomoć, pušten je iz zatvora (pošto je ipak ponovno dospio u njega) 1987. godine te piše knjigu o svojim stradanjima na robiji, pa mu je zbog te knjige ponovno suđeno. Uz zagovor njemačkog predsjednika Richarda von Weizsäckera Paraga je uspio dobiti putovnicu u Sloveniji koju mu je uskraćivala slovenska Služba državne sigurnosti.
Nakon toga počinje pisati o zlostavljanjima u zatvorima i montiranim političkim procesima u slovenskoj Novoj reviji i ljubljanskoj Mladini. Uz pomoć slovenske putovnice putuje u Zapadnu Njemačku, u službeni posjet kod predsjednika Richarda von Weizsäckera,
O tome kako i zašto je uzeo slovensku putovnicu obrazložio je u intervjuu. Budući da ga je visoki dužnosnik ondašnje vlasti, ali i vlasti koja je bila aktualna u vrijeme intervjua 2000., osudio 1987. na tri godine zatvora pod optužbom za lažnu propagandu jer da je "iznosio istinu o uvjetima života u tadašnjim zatvorima". Suđenje nije prošlo nezapaženo kod demokratskog svijeta. Pratio ga je i američki konzul, što se nikada prije nije dogodilo, zbog čega je na pritisak kazna preinačena u uvjetnu. Usprkos tomu, policija mu je oduzela osobnu iskaznicu pa je bio bez ikakvih isprava, jer mu je putovnica oduzeta desetljeće prije. Tada su mu Slovenci dali putovnicu i tako je dvije godine živio u Sloveniji. Za dobivanje te putovnice Paraga je zahvaljivao ondašnjem njemačkom predsjedniku Richardu von Weizsackeru, koji je čuo za njegov slučaj te ga 1989. pozvao kao svoga gosta u Bonn na obilježavanje 40. obljetnice Deklaracije o ljudskim pravima. Jugoslavenske su mu vlasti i dalje pravile probleme. Nisu ga pustile i nastao je skandal u Sloveniji. Naime, unatoč što je živio u Jugoslaviji gdje je postojala i središnja vlast, u Sloveniji je postojala neka mogućnost djelovanja pa je nakon poziva njemačkog predsjednika, dobio i putovnicu i državljanstvo. Slovenskom je SUP-u osobno dao ondašnji predsjednik Slovenije Janez Stanovnik. Paraga tada ipak nije otišao u Njemačku, jer su se u Zagrebu i Beogradu protivili. Otputovao je ipak godinu poslije, kad ga je primio predsjednik Weizsacker.
Zatim je otputovao u Prag češkom državniku i žrtvi komunizma Vaclavu Havelu, Švedsku, potom u parlament u Ontariju, Kanadi, i u niz drugih zapadnih zemalja i gradova gdje govori o problemu političkih zatvorenika, velikosrpske ideologije i upozorava općenito na probleme u Jugoslaviji. Primjerice, gradsko vijeće američkog Chicaga je, pod utjecajem borbe Dobroslava Parage za ljudska prava u Hrvatskoj i Jugoslaviji, donijelo 28. lipnja 1989. rezoluciju kojom je osuđena Jugoslavija zbog kršenja ljudskih prava, a na sličnu je rezoluciju utjecao i u gradskom vijeću Illinoisa. Predsjednik torontskog ogranka Hrvatskog odbora za ljudska prava Josip Gamulin omogućio mu je ’89. godine da posjeti kanadske Hrvate i prepriča im svoja traumatična iskustva o kršenju ljudskih prava u Jugoslaviji. U Kanadi, osim što je zagovarao “hrvatsku stvar”, Paraga je protestirao zbog uvođenja izvanrednog stanja na Kosovu. O tome je informirao brojne kanadske parlamentarce. Knjigu dokumenata o borbi hrvatskih političkih zatvorenika protiv represije i progona u Jugoslaviji poklonio je crnačkom kandidatu za predsjednika SAD-a svećeniku Jesseu Jacksonu. Amnesty International, organizacija koja poduzima akcije u cilju zaštite i promicanja ljudskih prava, dvaput ga je proglasila zatočenikom savjesti, a svojevremeno je bio označen kao vodeći jugoslavenski disident.
U Torontu je Paraga organizirao protujugoslavenske demonstracije. U Kongresu SAD-a ishodio je 4. kolovoza 1989. Rezoluciju br. 169 kojom se traži bezuvjetna amnestija političkih zatvorenika u SFRJ, slobodno udruživanje građana i istraga političkih ubojstava. Time se svrstao uz rame komunističkih disidenata poput Andreja Saharova i Vaclava Havela, koji su dobili priznanje od saveznog parlamenta SAD za svoje djelatnosti na polju borbe za ljudska prava i demokraciju, a uz to, Paraga je postao i jedini Hrvat u hrvatskoj povijesti koji je dobio takvo priznanje. Paragine djelatnosti po svijetu nisu prošle nezapaženo te su u Jugoslaviji izazvale žestoke reakcije. Beogradski, ali i neki drugi prorežimski dnevnici i tjednici, optužili su tada SAD (jer je Paraga bio gost mnogih utjecajnih osoba tamo, uključujući i najutjecajnijeg demokratskog senatora Edwarda Kennedyja i američkog predsjednika Georga Busha) da podržavaju “ustaško-albansku spregu”. Očito se aludiralo da postoji veza između hrvatskog nacionalizma Dobroslava Parage i albanskog separatizma. Tako je glasilo jugoslavenske komunističke partije, «Borba», iz Beograda, 11. kolovoza 1989. godine, u članku pod naslovom «Poslije rezolucije američkog Senata: tko je Dobroslav Paraga – dugo putovanje u laž», objavilo:
«(...)Od studenta teologije pretvorio se u očigledno utjecajnog disidenta u svijetu, a po nekim saznanjima dospio je do samog vrha ustaške emigracije. (...) Paraga se, inače, reklamira kao prvi čovjek koji je u zemljama istočnog bloka podigao glas protiv sudskih progona i nasilja. Navodno se poslije njegovih razgovora «svijetom proširio val zgražanja pa je pod pritiskom svijeta naša vlada zatvorila Goli otok. (...) Sa Slobodanom Miloševićem nije imao nikakvih kontakata, ali upozorava slušateljstvo da se radi o «balkanskom Führeru». Nedavne događaje na Kosovu i uvođenje privremenih mjera (izvanredno stanje i vojno-policijsko slamanje miroljubivih albanskih prosvjeda, op.a.) Paraga rado komentira kao «čistu okupaciju», potkrepljujući to lažnim podatcima – da je u nedavnim demonstracijama na Kosovu poginulo više od 250 ljudi (...) ... U Chicagu ga je u svibnju primio crnački vođa Jesse Jackson, bivši kandidat za američkog predsjednika (...) Prema pisanju «Nove Hrvatske», Jackson je Paragu primio ljubazno i srdačno, i predstavio ga svojim suradnicima kao «borca za ljudska prava koji je nekoliko godina proživio torturu u jugoslavenskim zatvorima». (...) Svojevremeno je i «Chicago Defender» objavio tekst u kojemu Annette Warmter, pored ostalog, opisuje strahovite patnje hrvatskog disidenta u zatvoru zato što je «odbio žaliti zbog diktatora kao što je Tito». Navodno je tada doživio pravi pakao koji se može usporediti samo s onim što su radili gestapovci u Auschwitzu i Dachauu. U tim pričama inače prevladavaju ubojstva – recimo Paraga tvrdi da je osobno gledao na Golom otoku nekoliko ubojstava, 15 samoubojstava i bezbroj strahovitih mučenja. (...)»
Osim posjeta zapadnoj hemisferi, sreo se i s potpredsjednikom Ruske demokratske stranke, svjetskim šahovskim prvakom, Garijem Kasparovim, te čehoslovačkim predsjednikom Vaclavom Havelom. Pred američkim Kongresom Paraga se uoči rata oštro sukobio sa srpskim književnikom i političarem Dobricom Ćosićem - Paraga se pojavio pred komisijom Kongresa SAD-a u proljeće 1990. godine, održanoj kako bi se ustvrdilo proganjaju li Srbi kosovske Albance, kao albanski svjedok protiv Srba. Također, uoči rata trudi se uspostaviti anti-velikosrpsku koaliciju u koju bi bili uključeni Hrvatska, Crna Gora, Kosovo, Albanija, Bugarska s mogućnošću još i Bosne i Hercegovine, obilazeći pritom te države i pokrajine, apelirajući na svoj prijedlog. Ilustrativna je epizoda iz Sofije, iz Bugarske, kada je Paraga radeći na uspostavljanju te koalicije slučajno susreo Dobricu Ćosića prilikom čega je Paraga njega upitao što tu radi, a Ćosić je odgovorio da je došao spasiti Jugoslaviju, a na Ćosićevo pitanje što Paraga tu radi, potonji mu je odgovorio da je došao zagovarati raspad Jugoslavije.
Svojim djelovanjem osamdesetih godina utjecao je i na zatvaranje zloglasnog zatvora Goli otok.

## Djelovanje u HSP-u
U vrijeme uvođenja demokratskih promjena u Hrvatskoj, osnovana je i Hrvatska stranka prava 25. veljače 1990., nakon inicijative Dobroslava Parage 1989. godine (koji se u to vrijeme nalazio u Beču) koja je upućena Anti Paradžiku u Zagrebu da se osnuje poticajni odbor za osnivanje/obnavljanje stranke. Paraga je, kao inicijator osnivanja stranke i poznati borac za ljudska prava, imenovan predsjednikom stranke, iako se još nalazio u SAD-u. U Hrvatsku se vratio u kolovozu 1990. Pravaški tisak je uskoro počeo tjedno objavljivati da se na Paragu vrše atentati iz kojih se on čudom izvlači, a istovremeno su se gomilale optužbe na račun predsjednika Republike Franje Tuđmana. Dva mjeseca kasnije dolazi do sukoba unutar stranke. Stranačko vodstvo podijelilo se u dvije frakcije, na jednoj strani bili su Paraga, Ante Paradžik i Krešimir Pavelić, a na drugoj strani bili su ostali članovi Predsjedništva stranke, ujedno i neki od njezinih osnivača. Paraga je izdao "Priopćenje za javnost" u kojem je naveo da je u HSP-u postojala "neformalna grupa koja je po režiji izvana imala zadatak da iznutra razbije HSP...". Jedan dio grupe bili su, prema "Priopćenju", izdanci HDZ-a i HDS-a, a drugi dio "destruktivna antidemokratska politička organizacija koja djeluje iz inozemstva" koja ima namjeru osnovati Hrvatsku čistu stranku prava. Ta politička organizacija u stvari je bio Hrvatski oslobodilački pokret. Međutim, Paragine optužbe nisu shvaćene ozbiljno jer je imao dobre odnose s HDS-om, ali i s HOP-om s čijim se predsjednikom Srećkom Pšeničnikom susreo u Bleiburgu. Doduše, kasnije se zbilja pokazalo da su neki članovi vodstva HSP-a doista istodobno bili na popisu članstva HDZ-a.
Trojac Paraga-Paradžik-Pavelić zatim se počeo obračunavati s neistomišljenicima u stranci. Počinju kršiti stranačke statute i zakonske propise u svrhu podvrgavanja stranke njihovom vodstvu. Paradžik, potpredsjednik HSP-a, na jednom je sastanku izjavio: "Ono što nas desetak napravi, pisat će se, a što god napravi vas sedamdeset, neće se kontati...". Unatoč tome, članstvo stranke raste nevjerojatnom brzinom - broj od 18 000 članova koliko je stranka otprilike imala krajem 1990. godine narastao je na više od 100 000 do jeseni 1991. godine, a na okupljanja i prosvjede stranke dolazile su tisuće ljudi.
Na prvim slobodnim izborima stranka nastupa u Hrvatskom bloku zajedno s Hrvatskom demokratskom zajednicom Franje Tuđmana. U to su vrijeme HSP-u nerijetko pristupali i muslimani, tvrdeći da su Hrvati, i da su im to bili i očevi i djedovi, a vodstvo stranke osniva ogranke čak i po istočnoj Bosni i obilazi ih. U veljači 1991. godine, Paraga sudjeluje na konferenciji Republikanske stranke u SAD-u, gdje se zalaže za raspad Jugoslavije. Svoju namjeru uspostavljanja anti-velikosrpske koalicije Paraga nastavlja i kroz djelovanje u HSP-u - sarajevska komunistička partijska novina "Oslobođenje" izvijestila je 12. srpnja 1991. u članku «Srbiju u prirodne granice» o antivelikosrpskoj koaliciji koju je na sastanku u Sofiji incirao predsjednik Hrvatske stranke prava:
"Paraga je i u Sofiji ponovio svoju «ideju», nedavno iznijetu u Tirani, koja predstavlja i glavni cilj koalicije: «zaustavljanje velikosrpskog šovinizma, davanje nezavisnosti nacijama koje je Srbija okupirala i vraćanje Srbije u etničke i istorijske granice iz 1912. godine.»"
Početkom Domovinskog rata Paraga osniva Hrvatske obrambene snage, koje sudjeluju u obrani Hrvatske, a potom i Bosne i Hercegovine. HOS je službeno osnovan 25. lipnja 1991. godine, premda je u Splitu oformljen vod dragovoljaca, pripadnika HSP-a još u siječnju te godine, a prva jedinica HOS-a s područja grada Zagreba osnovana je 15. lipnja, deset dana prije službenog datuma osnivanja. Kada su JNA i pobunjeni Srbi ugrozili opstanak Hrvatske, pripadnici HOS-a odigrali su važnu ulogu priskočivši u pomoć neiskusnim postrojbama koje je nabrzinu mobilizirala hrvatska vlast. No, na njihov doprinos na bojišnici, kao kod obrane Vukovara, sjenu su bacili ispadi počinjeni nad civilima uhvaćenim u ratnoj zoni ili iza bojišnice. Kampovi za obuku postojali su diljem Hrvatske, ali i Slovenije. Ustaška ikonografija postala je neodvojiv dio stranke i njezina vojnog krila. Pojedine su se jedinice nazivale po ustaškim časnicima iz Drugog svjetskog rata. Zbog krvoločnosti nekih pojedinaca, pripadnici HOS-a postali su strah i trepet protivnika iz Srbije. Najpoznatiji su bili po crnim uniformama, koje su za njih sašivene u okolici Kočevja, što je potvrdio Paraga, koji je uspostavio blisku vezu sa Socijaldemokratskom strankom Slovenije (SDSS). Tako je na jednom sastanku početkom lipnja 1991. tadašnjem predsjedniku SDSS-a Joži Pučniku i ministru obrane Janezu Janši ponudio petsto vojnih dobrovoljaca iz HSP-a za pomoć u obrani slovenskog teritorija u slučaju napada jugoslavenske vojske. Janša se, prema Paraginim riječima, složio s time, ocijenivši da pomoć hrvatskih dobrovoljaca vidi prvenstveno u njihovom protudiverzantskom djelovanju. Na sastanku u Ljubljani, na kojem je osim Pučnika, Janše i Parage bio prisutan i prvi načelnik stožera HOS-a Ante Paradžik, dogovorili su se da će ih slovenska strana uvježbati, opremiti i naoružati.
Prva skupina pripadnika HOS-a stigla je na bojnu obuku u kočevske šume u srpnju 1991. Bilo ih je osamdeset, vodio ih je Alija Šiljak, rodom iz Foče. Obuke jedinica HOS-a u kočevskoj regiji prikrivane su u obje države. Tamo ih obilaze Paraga i Janša zajedno s pomoćnicima Paradžikom i Lovšinom i priopćavaju im da je obuka ilegalna pa ako ih netko nešto pita, neka kažu da su hrvatski dobrovoljci u slovenskoj Teritorijalnoj obrani. Paraga je vojnicima svog HSP-a otkrio kako svaki u Sloveniji osposobljeni vojnik stranku košta 5000 njemačkih maraka. Završivši naporni tempo osposobljavanja, dobrovoljci su dobili oružje. Paraga ga je Lovšinu platio u Kočevskoj Reki.
Nakon podjele oružja, Paraga je strogo upozorio vojnike da paze na svoje kalašnjikove, jer se za njih moralo izdvojiti po 1200 njemačkih maraka. Ta cijena, koju je za tu automatsku pušku postavilo slovensko Ministarstvo obrane, bila je izuzetno visoka. Njezina vrijednost, naime, niti u vrijeme najveće potražnje nije dosegnula 1000 maraka. "Lovšin je tada od nas primio nekoliko gotovinskih iznosa u ukupnoj vrijednosti od najmanje pet milijuna njemačkih maraka. Kalašnjikove i strojnice Špagina prodavao nam je po cijeni od 800 do 1200 maraka, pištolji Makarov bili su po 500, a ručne bombe po 400 maraka. Po astronomskim cijenama zaračunavali su nam i protuoklopno oružje, protutenkovske mine i minobacače svih kalibara. Iako smo dobrovoljno došli pomoći u obrani Slovenije, za nas nije bilo popusta", žalio se kasnije Dobroslav Paraga. HSP je savjesno bilježio sve izdatke, pa i one za crne uniforme, koje su dobrovoljcima HOS-a bile sašivene u okolici Kočevja. Kupili su približno 3000 uniformi i vojnih čizama. Većina novca za opremu i naoružanje jedinica HOS-a, kao i za njihovu protudiverzantsku obuku, prikupljena je u podružnicama HSP-a u Sjedinjenim Američkim Državama i Kanadi.
Javna promocija HOS-a koji je već imao ratna iskustva (ratišta u Topuskom, Barilovićima i oslobađanje vojarni Borongaj i Maršalke u Zagrebu) održana je 10. rujna 1991. na Trgu bana Jelačića u Zagrebu, a postrojba je ubrzo nakon toga pod zapovjedništvom Roberta Šilića upućena na bojište u Vukovar. Tjedan dana poslije pravaši zauzimaju Starčevićev dom u Zagrebu i ispred njega postavljaju top. To je bio jedan u nizu od incidenata koje su tih dana radili hrvatski pravaši. U drugom dijelu Hrvatske, u Splitu, splitski pravaši predvođeni zapovjednikom "IX. bojne HOS-a Rafael vitez Boban" Jozom Radanovićem ruše željeznu konstrukciju na kojoj je pisalo "TITO", a to opravdavaju tvrdnjom da oni "ispravljaju greške vladajuće stranke" i kako će "paziti da umjesto Titovog imena ne osvane - Franjino". Uspjesi HOS-a u obrani zemlje kao i ekstremni nacionalizam baziran na tome jednako koliko i na kontroverznim izjavama i samom pojavom vodstva HSP-a (na primjer, Paraga je u nekim situacijama davao intervjue iza stola na kojem su smješteni protutenkovsi raketni bacači) dodatno su doprinijeli rastućoj popularnosti stranke.
Povezivanje s ustaštvom bilo je prisutno na svim razinama stranke. Tako je na Prvome općem saboru HSP-a, održanom u veljači 1991. godine, Paraga “10. travnja 1941. označio kao ostvarenje najsvetijih ideala HSP-a i hrvatskog naroda”. Anto Đapić, također jedan od čelnih ljudi u stranci, izjavljuje da "HSP nikad nije krio svoje veze s NDH, s 10. travnjem i s ustaškim pokretom", a možda je i najizraženiji je primjer neslužbene himne HOS-a, nastale 1992. godine koja sadrži pregršt otvorenih ustaških konotacija, a sam osnivač HOS-a i HSP-a, Dobroslav Paraga, spominje se u pjesmi uz imena zapovjednika Crne legije, Jure Francetića i Rafaela Bobana, te ustaškog poglavnika Ante Pavelića (Kunem ti se, Francetiću, Srbiju spalit ću / Kunem ti se, moj Bobane, zavit ću ti sve rane / Kunem ti se, Paveliću, još bolji postat ću / Uz Paragu i uz HOS, ja do smrti ostat ću!). Vodstvo HSP-a otvoreno je priznavalo da njihovi dragovoljci na uniformama nose ustaško znakovlje. Paraga je u jednom intervjuu izjavio da se HOS nema zašto sramiti toga što nosi ustaške simbole i služi se pozdravom "Za dom spremni".
Ante Paradžik, dopredsjednik HSP-a, ubijen je 21. rujna 1991. na povratku sa stranačkog skupa, od strane hrvatske policije. Paraga slučajno izbjegava smrt, odustavši od putovanja u posljednji trenutak. Četiri policajca su u listopadu 1993. osuđena za taj zločin, od kojih je najdulju kaznu dobio prvooptuženi - šest godina zatvora. Međutim, do veljače 1995. godine svi su već bili na slobodi pošto im je prvo Vrhovni sud 1994. smanjio kaznu, a potom su ubrzo pomilovani od strane predsjednika Tuđmana.
U to vrijeme stigli su vapaji branitelja Vukovara koji su putem svojih predstavnika posjetili Paragu u Starčevićevom domu i s njim vodili pregovore oko odlaska dragovoljaca HOS-a za obranu Vukovara.
Pred pad Vukovara, Paraga zajedno s Antom Đapićem boravi u Vinkovcima. Sudeći po kontroverznom izvješću Josipa Manolića pod naslovom "Izvješće državne komisije o pripremi i vođenju obrane Vukovara", u Vinkovcima Paraga promiče tezu da se HSP zalaže za granice NDH uključujući i Boku kotorsku te Sandžak. Također obavješćuje da je HSP uspostavio "antisrpsku koaliciju" na osovini Zagreb-Priština-Tirana-Sofija, zajedno s izvjesnim crnogorskim snagama. U to vrijeme Paraga uspostavlja i suradnju s Milom Dedakovićem, zapovjednikom obrane Vukovara.
Situacija u Vukovaru je sve teža, šalju se apeli za pomoć, a očajno stanje se najbolje može iščitati iz Dedakovićeva dopisa 15. studenoga 1991. upućenog Vrhovništvu i Glavnom stožeru HV te Crvenom križu Hrvatske i Caritasu: "Zahtijevam da nam hitno uputite: uniforme,civilnu odjeću i obuću... Nemamo niti jedan komad odjeće, ni par obuće, a pomoć od Kriznog štaba Vinkovci ne možemo dobiti...Zahtijevam da se konačno udostojite da mi pismeno odgovorite što ćete poduzeti...", a Vukovar se nalazi pred padom. Paraga se ni ovaj put ne oglušuje na apele Vukovaraca i 13. studenog šalje 200 bojovnika HOS-a pod zapovjedništvom bojnika Eugena Meindorfera i instruktora Dubravka Klauderotija u pomoć opkoljenom gradu. U Vinkovcima ih zaustavlja Tomislav Merčep, zamjenik ministra policije Ivana Vekića. Poslao ih je u Osijek gdje su zatvoreni u Crvenu vojarnu.
Na dan pada Vukovara, 18. studenog 1991., Paraga izjavljuje za Agence France-Presse (AFP) da "ako padne Vukovar, treba pasti i predsjednik Franjo Tuđman". Ipak, u istoj izjavi naveo je i kako "nema namjeru da poduzme nasilnu akciju protiv vlade u Zagrebu, nego da razriješi predsjednika Tuđmana na fronti reorganizirajući obranu na istoku Slavonije". Optužio je Tuđmana da je zaustavio pojačavanje vukovarske obrane s bojnom HOS-a od "1200 ljudi" (ta brojka bila je mnogostruko preuveličana) te je najavio kako HSP ne priznaje prekid vatre. Međutim, sudeći po spomenutom izvještaju Josipa Manolića, takva Paragina teza o prodaji Vukovara nije odgovarala stvarnom stanju - naime, general Anton Tus je 20. studenog zapovjedio "nastavljanje spajanja jakih snaga u pozadinu agresora i spajanje sa snagama obrane Vukovara, u cilju narastanja otpora na tom prostoru".

(...) A vi od drugog kolovoza [dan izbora], prijatelji, Hrvatice i Hrvati: skidajte četnike, skidajte komuniste s vlasti, skidajte one koji su nas uveli u ovo zlo. Skidajte one koji su govorili da "znaju" i da "zna se", a ja vam kažem: zna se - da su krali i da kradu samo za se! Ne damo više lopovima da kradu Hrvatsku! Skinimo Hrvatsku boljševičku zajednicu! Živjela Nezavisna Država Hrvatska i za dom (publika odgovara: spremni!)! Za dom (spremni!)! Za dom (spremni!)!

Nakon pada Vukovara u studenome 1991., Dobroslav Paraga postaje prvooptuženi za pad Vukovara, Mile Dedaković - Jastreb drugooptuženi, a policija provodi pretres u sjedištu HSP-a gdje su pronađene velike količine oružja i streljiva koje su pravaši slali svojim dobrovoljačkim postrojbama diljem Hrvatske. Uhićeni su Paraga, Ante Prkačin i Mile Dedaković Jastreb pod optužbom za terorizam, rušenje demokratski izabrane vlasti i osnivanje paravojnih postrojbi. U pritvoru Paraga počinje štrajk glađu, a Dedaković biva teško premlaćivan u zatvoru u Zagrebu. Ipak, svoju nevinost su dokazali na suđenju pred Vrhovnim sudom RH i Vojnim sudom RH koji su ih oslobodili optužbi - Vrhovni sud Republike Hrvatske 13. prosinca donio je rješenje prema kojemu su sve optužbe protiv njih odbačene kao neosnovane. Dedaković se, po izlasku, sklonio pod zaštitu jedinica Dobroslava Parage u Starčevićevom domu Kasnije je Vrhovni sud Republike Hrvatske po drugi put potvrdio oslobađajuću presudu za Dobroslava Paragu, i k tome u obrazloženju naveo da je HOS legalni i legitimni dio Hrvatske vojske, čime je otpala i optužba na račun dragovoljaca i bojovnika Hrvatskih obrambenih snaga, da je HOS navodno paravojna formacija.
Pod sloganima “Sav narod u svoj dom, Unprofor go home” i “Jedina lista bez komunista” na skupove HSP-a dolazilo je po nekoliko desetaka tisuća ljudi. Predsjednik stranke Dobroslav Paraga imao je dogovor s drugim oporbenim strankama o inzistiranju na višestranačkoj kontroli procesa izbora. No kada je dogovor trebalo potpisati, svi su osim Parage odustali. Na pitanja što smatra da je najvažnije napraviti u ovom povijesnom trenutku za Hrvatsku, odgovarao je da je najvažnije uništiti komunizam i osloboditi Hrvatsku. Javne tribine Dobroslava Parage u jeku predizborne kampanje primjer su napadne estetizacije politike koja naglašava sposobnost HSP-a da obrani zemlju, a na njima sudjeluju mnogi poznati pjevači poput Miše Kovača, Zlatka Pejakovića, Marka Perkovića Thompsona, Dražena Zečića. Na izborima za Zastupnički dom Hrvatskog sabora u kolovozu 1992. Paraga je izabran za zastupnika, a pravaši postaju treća politička opcija po jačini. U Hrvatskom je saboru potpredsjednik Odbora za ljudska prava i prava nacionalnih i etničkih manjina. U studenome 1992. Paraga je dao intervju u Globusu u kojem je tvrdio da ima snimke sastanka Tuđmana i Slobodana Miloševića u Karađorđevu gdje su raspravljali o podjeli Bosne i Hercegovine. Zaprijetio je da će snimke pustiti u javnost ako Tuđman "napravi još jedan kiks prema HSP-u".
Paraga u Saboru upozorava na ogroman niz nerazjašnjenih ubojstava pripadnika HSP-a (njih 30-ak) koji su ubijeni pod sumnjivim okolnostima, s mogućnošću da se radi o političkim ubojstvima. Nabrojao je: dopredsjednik HSP-a Ante Paradžik, Ivan Bebić koji je ubijen na Črnomercu u Zagrebu, Miroslav Martinovski koji je ubijen u Kutini, Darko Rušanac u Vinkovcima, Vlado Knežević također u Vinkovcima, Ivo Bošnjak, Blaž Kraljević, Gordan Čuljak, Šahdo Delić, Ivan Granić, Rasim Krasniqi, Osman Maksić, Mario Medić, Vinko Primorac, Marko Stjepanović, Stojan Vujnović - Srbin, Robert Tupek, Saša Ilić, Dinko Figać, Zdravko Trošelj (predsjednik HSP-a u Našicama ubijen u vlastitom domu), Željko Đapić u Osijeku (podmetnuta eksplozivna naprava pod automobil), dok su još neki od ubijenih pravaša:  Ratko Zrno, Fuad Muhić, Katica Lanciotti, Kluk Gabrić, Darko Šagud, Branko Cvitanović.
U svibnju 1993. odlazi u SAD gdje kritizira Tuđmanovu politiku prema Bosni i Hercegovini, likvidacije Hrvata koji se ne slažu s trenutnim režimom (osim ubojstava i progona pravaša, nabrojani su Milan Krivokuća, predsjednik jednog od najvećih hrvatskih sindikata, i Marina Nuić, potpredsjednica Hrvatske demokratske stranke iz Kraljevice), osuđuje medijsko jednoumlje, zagovara savezništvo Hrvata i Muslimana itd. Polovicom 1993. godine pravaši su izbačeni iz Starčevićevog doma sa stranačkom dokumentacijom, osmrtnicama poginulih HOS-ovaca, privatnim stvarima, a dio materijala je konfisciran. U isto vrijeme traje još jedno suđenje pravašima, čelnicima HSP-a, Dobroslavu Paragi, Mili Dedakoviću, Anti Prkačinu i Anti Đapiću, ovoga puta na Vojnom sudu za terorizam i poticanje na rušenje ustavnog poretka Republike Hrvatske. S obzirom na to da su neki od njih bili saborski zastupnici, prvo im je morao biti skinut imunitet, za što su u Saboru većinom glasovali HDZ-ovci. Pogotovo je Paragino zatvaranje izazvalo brojna negodovanja kod pravaša diljem Hrvatske: u Osijeku je nekoliko stotina članova HSP-ove mladeži prosvjedovalo, dok su pravaši iz Ploča čak izjavili da će i oni s njim u pritvor: "Ako naš predsjednik gospodin Paraga bude pritvoren, eto i nas Neretvana da mu se pridružimo u pritvoru." Usprkos dugotrajnom suđenju ni ovaj put tužiteljstvo nije dokazalo krivnju HSP-ovaca, a kad je predsjednik vijeća objavio ključne riječi iz oslobađajuće presude, daljnje čitanje bilo je prekinuto na minutu-dvije burnim odobravanjem i pljeskom publike u sudnici.
Nakon toga dolazi do raskola u HSP-u. Anto Đapić zahtijeva izvanredne izbore za predsjednika, a rezultat toga je njegovo izbacivanje u srpnju 1993. (zajedno s Borisom Kandareom i još trojicom članova koji su tražili izvanredni sabor i kršili propise) iz Hrvatske stranke prava nakon što mu je Središnji odbor HSP-a na dvije sjednice u svibnju 1993. odbio prijedlog o sazivanju izvanrednog sabora HSP-a. Đapić je nakon toga sa svojim pristašama u Kutini 11. rujna organizirao kontroverzni Sabor HSP-a gdje se pod budnim okom policije proglasio za dopredsjednika, a Boris Kandare za predsjednika stranke, iako je de facto Đapić postao glavni čovjek u stranci. Iako ni Đapić ni Kandare više nisu bili članovi stranke, Ministarstvo unutarnjih poslova presudilo je u njihovu korist, a taj je slučaj ostavio dojam političkog arbitriranja, političkog utjecaja u pravosuđu. Paraga je u Saboru optužio HDZ da je instalirao Đapića na čelo HSP-a, a odluka ministarstva izazvala je burne reakcije u svim podružnicama HSP-a tako da je već 1994. godine na Ustavnom sudu bilo preko 200 tužbi ogranaka HSP-a zbog navedene presude, a možda i najdalje išao je predsjednik HSP-a u Koprivnici, Dražen Keleminec (koji je potkraj stoljeća na kraju ipak napustio Paragu i osnovao još jednu pravašku stranku), koji je izravno pisao predsjedniku Hrvatske Franji Tuđmanu rekavši mu da iza Parage stoji 90% članstva i da pravaši smatraju da je Anto Đapić najveći izdajnik u povijesti Hrvatske stranke prava te da za "pravaše postoji samo jedan legitimni predsjednik, i to gospodin Dobroslav Paraga". Hrvatski helsinški odbor također je razmotrio slučaj HSP-a, zaključivši da ministarstvo uprave Republike Hrvatske doista nije poštivalo odredbe članova Zakona o upravnom postupku, kao i članove Zakona o političkim strankama, te više odredaba statuta HSP-a.
Indikativno je da je na sljedećim izborima, 1995. godine, Đapićev HSP prešao izborni prag sa samo 226 glasova više od potrebnog broja, odnosno s 0,01% više od potrebnih 5%, i ušao u Hrvatski državni sabor. Goran Rohaček, autor knjige "Hrvatsko pravaštvo na prijelazu tisućljeća", ističe kako je malo tko vjerovao da Đapićevom HSP-u u tome nije pomogla Hrvatska demokratska zajednica i njezini brojači glasova, tim više što se puna dva tjedna odugovlačilo s objavom izbornih rezultata.
Paraga je, na kraju, s pristašama 1995. godine morao osnovati HSP 1861. koji nikada nije ostvario ni približne rezultate kao HSP pod njegovim vodstvom.
U međuvremenu, Paraga je sudjelovao i na Saboru Hrvata BiH u Sarajevu 6.veljače 1994., održanog dan nakon stravičnog maskra na tržnici Markale. Osnovni prijedlog bio je da se BiH uredi na osnovi deset provincija/županija, tri hrvatske (posavska, travnička i hercegovačka), tri srpske i tri bošnjačke, a Sarajevo da bude distrikt. Dokumenti i stavovi Sabora bitno su utjecali na zaustavljanje sukoba između Armije BiH i HVO-a i na zaključivanje Washingtonskog sporazuma koji je definitivno okončao sukob Bošnjaka i Hrvata.

## Nakon rata
Nakon rata, Paraga sa svojom novoosnovanom strankom HSP 1861. bilježi slabe rezultate. Polako se smanjuje broj njegovih pristaša, a političke veze koje je nekad imao počinju se prekidati. Za primjer, Paraga je jako zamjerio nekadašnjem savezniku Janezu Janši što se zbližio s vladajućim HDZ-om i zaboravio na blisku suradnju i pomoć koju mu je hrvatski političar pružao još za vrijeme njihova disidentska djelovanja u Jugoslaviji: "Kasnije sam ponovno pokušao uspostaviti kontakt s Janšom i njegovom strankom SDS. I kad je postao predsjednik Vlade također sam pokušao doći do njega. Ali premijer je morao imati važne razloge što je zatajio naše prijateljstvo, jer nisam zavrijedio niti odgovor iz pristojnosti. Neusporedivo više poštovanja iskazao mi je predsjednik države Milan Kučan, kad sam ga 1996. godine posjetio u Ljubljani."
Program stranke pred parlamentarne izbore 1995. godine sastojao se od konfiskacije pokradene imovine optužujući pritom "novopečene domaće i uvozne kapitaliste" koji su "narodu pred nosom odnijeli imovinu", a objašnjavajući to ovako: "Ako se za nekoliko dana moglo oteti, opljačkati i pripisati na svoje ime, od kuća, zemljišta, šuma, tvornica, poduzeća, lokala, onda se to isto može i vratiti." Pritom je upozoravao da bi Hrvatska mogla postati "banana republika" koju će izrabljivati neokapitalisti, pa čak i "septička jama" u koju će drugi dovoditi svoje neželjene otpatke. Parola je bila "Hrvatska Hrvatima - lopove u zatvor".
Iz politike se sve više povlači, rezigniran situacijom i odnosima na hrvatskoj političkoj sceni, uz konstataciju iz 1999. godine kako između dvije najjače stranke nema nikakve razlike: "SDP će biti HDZ poslije HDZ-a".
Na predsjedničkim izborima 2000. godine HSP 1861. deklarativno je podržao Stjepana Mesića s obzirom na to da im je ovaj obećao pomoć u vezi sudskog spora oko HSP-a. Mesić ih je na kraju izigrao pa su se, kako zbog toga tako i zbog činjenice da Mesić kao predsjednik zanemaruje svoju ustavnu dužnost brinuti se o hrvatskom narodu u susjednoj BiH, pretvorili u njegova kritičara.
Na izborima 2003. godine stranka samo formalno sudjeluje. Paraga tada kratko napominje: "Ne dajte se zavaravati lažnim domoljubljem i socijal-demokracijom HDZ-a i SDP-a. Oni ništa neće i ne mogu promijeniti jer se naslanjaju na bivši saziv komunističke partije, na njezinu lijevu i desnu frakciju",a program njegove stranke, kako je rekao, temelji se na stvaranju vlade poduzetnika, znanstvenika, gospodarstvenika i stručnjaka, dok bi iz vlasti izbacio sve stranke, udruge i pojedince koji su se "ogriješili u privatizaciji i ratnom profiterstvu".
Na novinarsko pitanje što radi danas, Paraga objašnjava da živi od poslova koje obavlja kao pravnik, a na izbore ne ide zbog medijske blokade. Tvrdi da su druge pravaške stranke opstale jer su pristale biti klonovi HDZ-a. "Ja to ne želim i nikada neću biti ničiji klon", kaže Paraga.

## Tužbe i optužbe
Paraga je 1997. podnio tužbu protiv Tuđmana i ministra obrane Gojka Šuška zbog hrvatske politike prema Bosni i Hercegovini, zbog ubojstava pripadnika Hrvatskih obrambenih snaga iz 1992. godine itd., pa se našao na meti državotvornih medija zbog "izdaje domovine", a državno odvjetništvo ga je optužilo za širenje lažnih vijesti. Tužbu protiv ustavnih sudaca Vice Vukojevića i Smiljka Sokola i bivšeg predsjednika Vlade Hrvoja Šarinića podnio je 2000. godine. Paragina Hrvatska stranka prava 1861 podnosi Ustavnom sudu prijedlog da se zabrani rad Hrvatske demokratske zajednice kao zločinačke organizacije te da se konfiscira stranačka imovina te privatna imovina pripadnika vrha te organizacije. Tužio je i novine koje su objavljivale laži o njemu, poglavito zbog članaka za vrijeme rata koji su pisani bez ikakve provjere činjenica, a stvarajući atmosferu linča. Nisu samo novinari kritizirali Paragino djelovanje ratnih godina već i neki bivši utjecajni članovi stranke. Tako je bivši tajnik stranke, Krešimir Pavelić, koji je napustio HSP 1991. godine, iznio teške optužbe na račun vodstva stranke - optužio ga je da ima za cilj što više "ustašovati" kako bi ocrnio hrvatsku vlast u inozemstvu, Paragu je optužio da je plaćenik SAD-a sa zadatkom da izaziva nemire u zemlji, a neke druge članove, poput Alije Šiljka, optužio je da rade za jugoslavensku obavještajnu službu (KOS). Svoje optužbe Krešimir Pavelić nije uspio dokazati na Vojnom sudu Republike Hrvatske 1993. godine.
Za izbore 1992. godine Paraga je izjavio u Saboru da oni "nisu odraz pravog stanja" te je odmah nakon predsjedničkih i parlamentarnih izbora 1992. godine podnio tužbu zbog navodnog krivotvorenja izbora, upozoravajući u isto vrijeme i na slučaj predsjednika Izborne komisije, Zlatka Crnića, koji je doživio prometnu nesreću u kojoj je poginuo prije proglašenja službenih rezultata. Za izbore 1995. godine izjavio je da postoji "bezbroj razloga za tvrdnju i sumnju u neregularnost izbora".
Nadalje, upozorava na "anomalije" u pravosuđu - na to da je prvi predsjednik Vrhovnog suda RH Vjekoslav Vidović uklonjen s te dužnosti zbog toga što nije htio krajem 1991. bez dokaza zadržati Paragu u zatvoru, na to da je sudac Petar Novoselec, koji je potvrdio presudu okružnog suda u slučaju ubojstva Ante Paradžika kojom su sva četvorica policajaca proglašeni krivima, kasnije razriješen s mjesta suca Vrhovnog suda, na to da je na njegovo mjesto doveden sudac koji je "blagonaklonije" gledao na optužene, smanjujući im kaznu itd.
Ružu Tomašić optužio je da prikriva nalogodavce ubojstva pokojnog dopredsjednika HSP-a Ante Paradžika, nakon što je ona jednom prilikom izjavila da je ta smrt koristila upravo njemu. Uz to, Paraga je ženu koja je u međuvremenu osnovala još jednu stranku s pravaškim predznakom pozvao da se odazove na detektor laži tako da se provjeri tko govori istinu. Tomašićeva se nije odazvala.
2005. godine dolazi još jedna optužba na Paragin račun. Naime, Ministarstvo unutarnjih poslova Republike Srpske podnijelo je Tužiteljstvu Bosne i Hercegovine kaznenu prijavu protiv bivših visokih dužnosnika Republike Hrvatske poput ministra unutarnjih poslova i ministra pravosuđa. Prvooptuženi je postao osnivač i organizator HOS-a Dobroslav Paraga, a drugooptuženi Antun Luburić, komandant HOS-a za Čapljinu. Kao trećeoptuženi naveden je Blaž Kraljević, bivši zapovjednik HOS-a za Hercegovinu. Prijavljen je i Vinko Martinović Štela, potom zapovjednici i upravnici logora, te brojni drugi, najviše stražari, sve do broja od ukupno 42 osobe, a teretilo ih se za smrt nekoliko Srba. Odgovarajući na optužbe, Paraga je u svom stilu izjavio: "Optužbe na moj račun su toliko apsurdne da ću ja te Karadžićeve jurišnike iz zločinačke tvorevine Republike Srpske tužiti za tešku klevetu."
Do sada je podnio oko 20 kaznenih prijava. Najrecentniji Paragin sudski spor je onaj oko zdravstvenog odgoja i spornog kurikuluma kojeg je uveo SDP-ov ministar Željko Jovanović.

## Privatni život i zanimljivosti
Paraga je oženjen Nevenkom s kojom ima dvije kćeri i sina.
Neki mediji su devedesetih godina preispitivali kako Paraga, iako je katolik, može imati drskosti sudjelovati u političkom životu Hrvatske kad je u obitelji prije nekoliko generacija imao osobe židovske vjeroispovijesti (prabaku).
Djed i ujak su mu ubijeni od strane komunista nakon Drugog svjetskog rata, otac mu je progonjen jer je bio katolik, a njegov brat morao je emigrirati u SAD.
Svoja iskustva i svjedočanstva s Golog otoka objavio je 1995. godine u knjizi "Goli otok - istočni grijeh zapada" na više od 600 stranica.
Tvrdi kako je na njega tri puta pokušan atentat, a najkrvaviji pokušaj bio je u Vinkovcima 1. ožujka 1992., kada su petorica pravaša poginula, a osmorica su ozlijeđena nakon što je podmetnuta bomba u lokalni stožer HOS-a.
Paraga i HSP bili su prvi koji su zatražili neovisnost Hrvatske, dok su u isto vrijeme SDP-ovci izlazili s programima jugoslavenske federacije, a HDZ-ovci konfederacije.
Jedan je od rijetkih političara koji nisu nikad zagovarali ulazak Hrvatske u Europsku uniju.
Iako su Paragini HOS-ovci cijelo vrijeme bili optuživani i etiketirani kao "paravojska" koja radi protiv Hrvatske, danas, 20-ak godina nakon rata, bivši ratni ministar unutarnjih poslova Republike Hrvatske Ivan Vekić priznaje da "što se tiče policije i njihove suradnje s HOS-om, Hrvatskim obrambenim snagama, ona je bila savršena." Vekić nadodaje: " Nikada nisu odbili nijednu zapovijed zajedničke akcije, ni s našom vojskom ni s našom policijom, to pouzdano znam."